# Pianiga
Pianiga is een gemeente in de Italiaanse provincie Venetië (regio Veneto) en telt 9707 inwoners (31-12-2004). De oppervlakte bedraagt 20,0 km², de bevolkingsdichtheid is 485 inwoners per km².
De volgende frazioni maken deel uit van de gemeente: Albarea, Cazzago, Mellaredo, Rivale.

## Demografie
Pianiga telt ongeveer 3597 huishoudens. Het aantal inwoners steeg in de periode 1991-2001 met 3,1% volgens cijfers uit de tienjaarlijkse volkstellingen van ISTAT.
| Jaar | Inwoneraantal |
| ---- | ------------- |
| 1991 | 8895          |
| 2001 | 9168          |

## Geografie
De gemeente ligt op ongeveer 8 meter boven zeeniveau.
Pianiga grenst aan de volgende gemeenten: Dolo, Fiesso d'Artico, Mira, Mirano, Santa Maria di Sala, Vigonza (PD), Villanova di Camposampiero (PD).